# Eglantina Kume
Eglantina Kume (ur. 21 stycznia 1950 w Durrësie) – albańska aktorka i montażystka. 

## Życiorys
Po ukończeniu szkoły średniej w rodzinnym mieście studiowała aktorstwo w Instytucie Sztuk w Tiranie. Jeszcze w szkole średniej została zauważona przez reżysera Dhimitra Anagnostiego, dzięki czemu dostała małą rolę w filmie Cichy pojedynek. Wkrótce potem otrzymała główną rolę w filmie Zwycięstwo nad śmiercią.
W sześciu filmach zajmowała się montażem. Ostatnim filmem w jej dorobku był Vetmi (1990). W 1991 r. wraz z rodziną wyemigrowała do Grecji i podjęła pracę w jednym z ateńskich kin.
Współpracuje z wydawanym w Grecji czasopismem „Egnatia”. Pisze także opowiadania, publikowane w albańskich czasopismach literackich.

## Role filmowe
- 1967: Duel i Heshtur
- 1967: Ngadhjenim mbi vdekjen jako Mira Korani
- 1970: Lugina e pushkatarëve jako nauczycielka
- 1972: Yjet e neteve te gjata jako panna młoda
- 1977: Zemrat, qe nuk plaken jako nauczycielka Donika
- 1987: Binaret
- 1990: Vetmi